# Capanna Leìt
La capanna Leìt è un rifugio alpino situato nel comune di Prato Leventina, nel Canton Ticino, nelle Alpi Lepontine, a 2.257 m s.l.m.

## Storia
La vecchia capanna fu sostituita nel 1980 da quella nuova, che fu successivamente ampliata nel 1991.

## Caratteristiche e informazioni
La capanna è disposta su due piani, con due refettori per un totale di 64 posti. Sono a disposizione due piani di cottura, uno a legna e uno a gas, completi di utensili di cucina. I servizi igienici e l'acqua corrente sono all'interno dell'edificio. Il riscaldamento è a legna. L'illuminazione è prodotta da pannelli solari. I posti letto sono suddivisi in sei stanze.

## Accessi
- Lago Tremorgio 1.848 m s.l.m. - Il lago Tremorgio è raggiungibile in teleferica da Rodi. - Tempo di percorrenza: 1,5 ore - Dislivello: 400 metri - Difficoltà: T2
- Dalpe 1.192 m s.l.m. - Dalpe è raggiungibile anche con i mezzi pubblici. - Tempo di percorrenza: 3,5 ore - Dislivello: 1.050 metri - Difficoltà: T2
- Rodi 979 m s.l.m. - Rodi è raggiungibile anche con i mezzi pubblici. - Tempo di percorrenza: 3,30 ore - Dislivello: 1.250 metri - Difficoltà: T2
- Fusio 1.289 m s.l.m. - Fusio è raggiungibile anche con i mezzi pubblici. - Tempo di percorrenza: 4 ore - Dislivello di 950 metri - Difficoltà: T2.

## Escursioni
- Giro della Val Piumogna
  - Tempo di percorrenza: 5 ore
  - Dislivello: 400 metri
  - Difficoltà: T3

## Traversate
- Capanna Tremorgio 1 ora
- Capanna del Campo Tencia 2 ore
- Capanna Garzonera 4 ore
- Capanna Alpe Sponda 5 ore